# Vojnín
Vojnín (německy Wohnung) je malá vesnice, část obce Radonice v okrese Chomutov. Nachází se asi 3,5 km na jihozápad od Radonic. V roce 2016 zde bylo evidováno deset adres. Vojnín je také název katastrálního území o rozloze 1,54 km².

## Název
Název vesnice je odvozen z osobního jména Vojna ve významu Vojnův dvůr. V historických pramenech se jméno vesnice vyskytuje ve tvarech: de Woynyna (1383), Woynyn (1386), in Wogeninye (1400), de Woynina nebo z Wojnína (1436), z Woynina (1545), Wohnüngk (1654) nebo Wohnung (1787).

## Historie

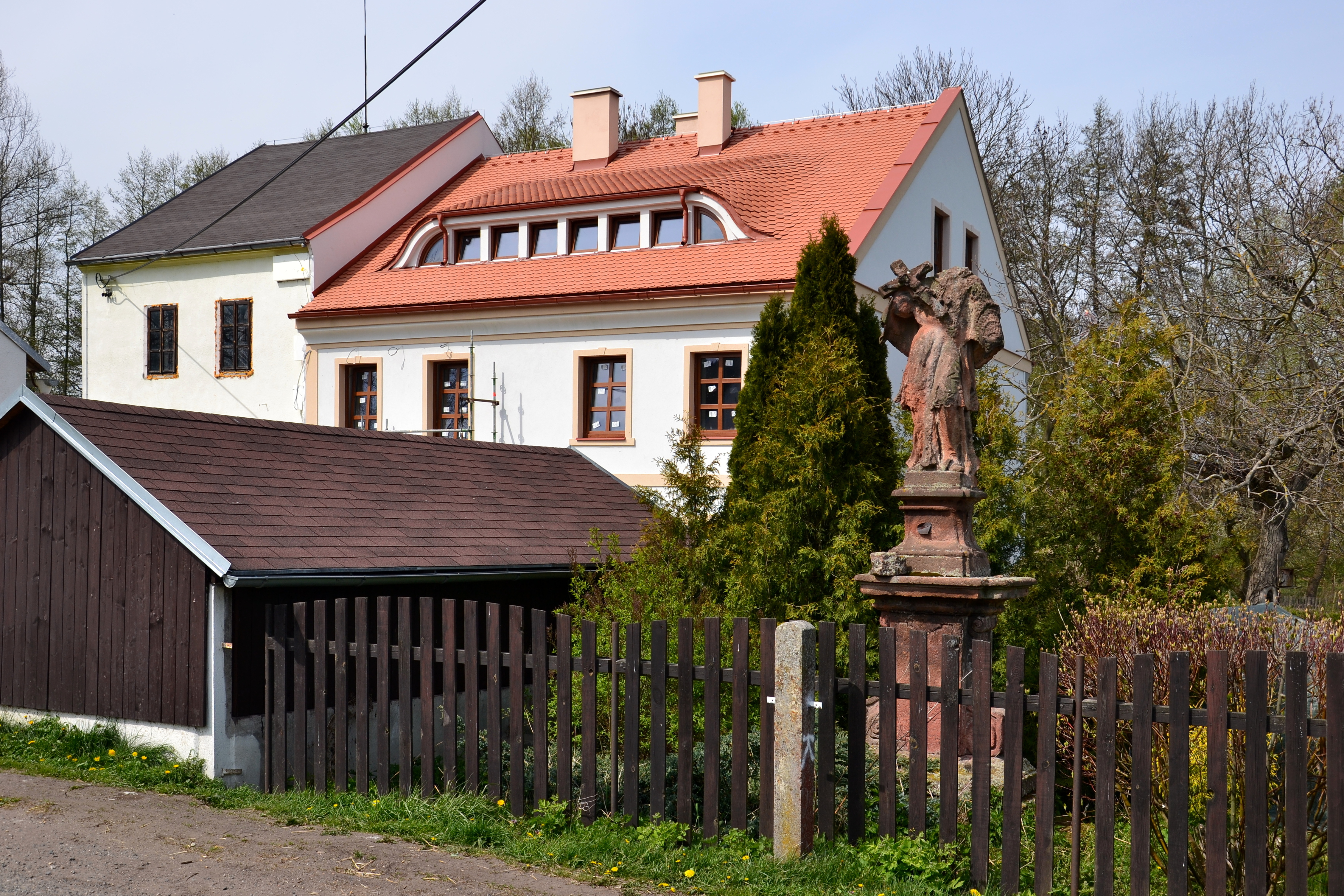
Dům čp. 7 se sochou svatého Jana Nepomuckého

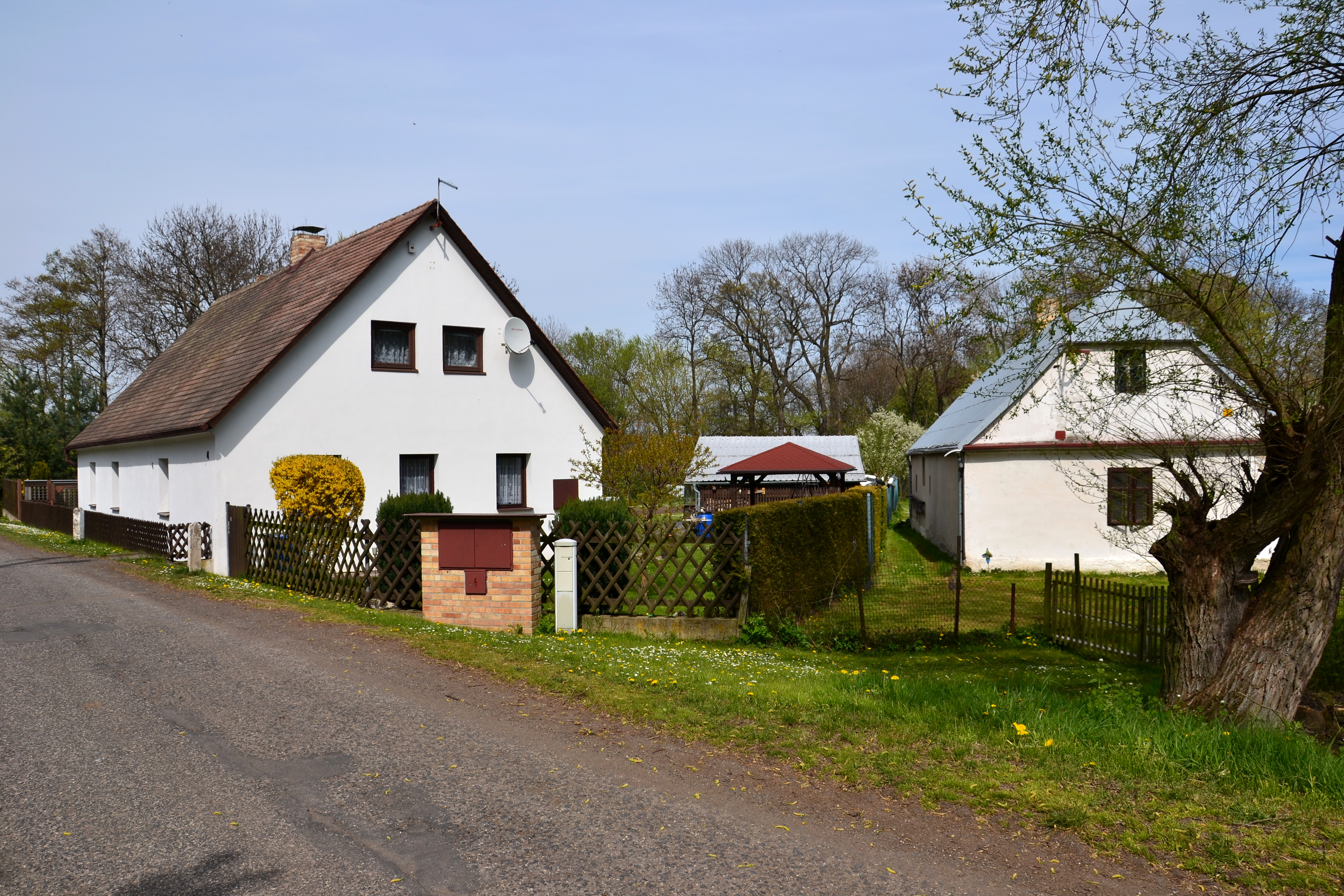
Dům čp. 14

První písemná zmínka o vesnici pochází z roku 1383, kdy patřila Majnušovi z Vojnína. Roku 1400 vesnici od krále Václava IV. získal Pelhřim z Nahořečic, který ji držel i v roce 1403. Krátce poté zřejmě vesnici získal Chotek, který okolo roku 1420 věnoval polovinu vesnice své manželce. Byl také zakladatelem rodu Chotků z Vojnína, který však neměl nic společného s Chotky z Chotkova, kteří se někdy psali také z Vojnína. Chotkové si ve Vojníně postavili tvrz. Roku 1447 k vojnínskému panství patřila také část Radechova. V roce 1535 nebo 1547 koupil panství, ke kterému kromě tvrze a poplužního dvora patřily části vesnic Dobřenec, Rohozec, Sedlec Vidolice a Radechov, Albrecht Šlik a připojil je k Vintířovu.
Vintířov patřil Šlikům až do roku 1612, kdy jej zdědil Jindřich Matyáš Thurn, který se jako velitel stavovského vojska a jeden z direktorů zúčastnil stavovského povstání. Po prohrané bitvě na Bílé hoře mu byl zkonfiskován majetek, ale Vintířov se podařilo získat zpět jeho manželce. Vojnín u vintířovského panství zůstal až do zrušení poddanství. Po třicetileté válce ve vsi podle berní ruly žili tři sedláci, dva chalupníci a jedna rodina bez pozemků. Sedláci měli dva potahy a chovali tři krávy, tři jalovice a tři prasata, zatímco chalupníci měli dohromady jen jednu krávu, jednu jalovici a pět prasat. Jeden ze sedláků pracoval jako kovář a jeden chalupník byl tesařem. U vsi bývaly tři rybníky, ale později byly dva z nich vypuštěny a upraveny na pole.
Podle díla Topographie des Königreiches Böhmen z roku 1787 od Jaroslava Schallera ve vsi stálo třináct domů, zatímco Johann Gottfried Sommer uvádí v roce 1846 čtrnáct domů s 83 obyvateli. Kromě nich byl ve vsi dvůr se zříceninou tvrze, mlýn a ovčín. Podle popisu z roku 1863 měla vesnice jen sedm domů. Na polích se pěstovalo žito, ječmen a v menší míře také pšenice a oves. Pěstování obilí doplňovaly ještě hrách, čočka, brambory a ovocné sady. V ovčíně se chovalo 264 ovcí, ale ve vsi měli také patnáct volů, 31 krav, 43 telat, osm koní, tři kozy a 26 prasat. Ve vsi stávaly dva hostince, fungovala zde cihelna, kde se kromě cihel pálilo vápno, a poblíž se nacházela jízdárna hulánů.
Hospodářský dvůr zůstal v majetku Lobkoviců i po zrušení poddanství a za první republiky jej sňatkem získali Thurn-Taxisové, kteří vojnínským sedlákům zrušili nájemní smlouvy a začali svou půdu spravovat sami. Ve vsi působil sbor dobrovolných hasičů, kteří získali na počátku dvacátého století stříkačku a v roce 1922 postavili hasičskou zbrojnici.

## Přírodní poměry
Podél severního okraje vesnice protéká říčka Liboc, která se podle popisu z první poloviny devatenáctého století při silných deštích nebo tání sněhu rozvodňovala, a bránila spojení vesnice s okolím.
Do jižní části katastrálního území zasahuje přírodní rezervace Sedlec vyhlášená k ochraně mokřadních společenstev. Asi 400 metrů západně od vesnice roste u silnice do Kadaňského Rohozce dvacet metrů vysoká Vojnínská lípa (lípa malolistá chráněná jako památný strom s obvodem kmene 400 centimetrů.

## Obyvatelstvo
Při sčítání lidu v roce 1921, kdy byl Vojnín místní částí Českého Rohozce (nynější Kadaňský Rohozec, zde v šestnácti domech žilo 94 obyvatel (z toho 41 mužů), z nichž bylo deset Čechoslováků a 84 Němců. Všichni byli římskými katolíky. Podle sčítání lidu z roku 1930 měla vesnice 105 obyvatel: 5 Čechoslováků, 99 Němců a jednoho cizince. I tentokrát se všichni hlásili k římskokatolické církvi.
|                                                                                        | 1869 | 1880 | 1890 | 1900 | 1910 | 1921 | 1930 | 1950 | 1961 | 1970 | 1980 | 1991 | 2001 | 2011 | 2021 |
| -------------------------------------------------------------------------------------- | ---- | ---- | ---- | ---- | ---- | ---- | ---- | ---- | ---- | ---- | ---- | ---- | ---- | ---- | ---- |
| Obyvatelé                                                                              | 90   | 108  | 110  | 97   | 84   | 94   | 105  | 48   | 50   | 40   | .    | .    | 1    | 5    | 5    |
| Domy                                                                                   | 14   | 16   | 16   | 16   | 16   | 16   | 16   | 13   | .    | 9    | .    | .    | 3    | 3    | 3    |
| Počet domů z roku 1961 a údaje z let 1980 až 1991 jsou zahrnuty ke Kadaňskému Rohozci. |      |      |      |      |      |      |      |      |      |      |      |      |      |      |      |

## Obecní správa
Po zrušení patrimoniální správy se Vojnín stal obcí, ale při sčítání lidu v roce 1869 už byl osadou Kadaňského Rohozce. Spolu s Rohozcem byl Vojnín dne 1. ledna 1963 připojen k Vintířovu a od 1. května 1976 obě vesnice patřily k Radonicím. Vojnín však přišel o všechny obyvatele, a 1. ledna 1979 úředně zanikl. Jako část obce Radonice byl obnoven 1. ledna 1999.

## Pamětihodnosti
- Vojnínská tvrz měla podobu věžovité stavby chráněné příkopem a valem. Stála v sousedství hospodářského dvora a v polovině osmnáctého byla nově zastřešena. V první polovině devatenáctého byla již zchátralá, ale zanikla až když se začalo s rozebíráním jejího zdiva na stavební materiál.[6] Dvůr, který stál po pravé straně silnice do Háje,[14] byl spolu se zbytky tvrze zbořen na počátku padesátých let dvacátého století.[6]
- V pravoúhlé zatáčce mezi dochovanými domy stávala obdélná kaple z roku 1922 se sedlovou střechou a sanktusníkem. Nahradila starší dřevěnou kapli zbořenou při stavbě silnice. Po roce 1948 fungovala jako sklad mléka a později byla zbořena.[23]
- Pod Vojnínskou lípou stojí zchátralá kaple bez střechy a s prolomenou klenbou. Vchod i okna jsou zakončena půlkruhovým obloukem a průčelí zdůrazňuje trojúhelníkový štít s malým výklenkem. Není památkově chráněná.[24]
- Na pozemku mlýna se dochovala poškozená socha svatého Jana Nepomuckého z roku 1718. Je vytesaná z červeného pískovce.[25]